# Кацаревы
Ка(о)царевы — дворянский род.
Фамилия Кацаревых (Коцаревых) происходит от древнего благородного рода из Эпира Кандрос, получившего название
от одного из потомков Казарских Каганов, именуемого Кацар-Каган, который по крещении назван Георгием.
Потомки Георгия были в Греции чиновниками как духовного, так и воинского служения, а некоторые
в провинции Янина, владели разными поместьями.
Происшедший от сего же рода Иван Павлович Кацарев, с братом своим Дмитрием в 1735 году выехали в Россию и служили в разных чинах. Сын Ивана Кацарева, Николай Иванович Кацарев в подтверждение происхождения его от благородных предков в 24.05.1753 пожалован Дипломом, с коею копия хранится в Герольдии.

## Описание герба
Щит разделён горизонтально на две части, из коих в верхней в правом голубом поле изображён золотой двойной Крест, поставленный над серебряною Луною, обращённою рогами вниз; в левом красном поле грудное изображение Человека. В нижней части в золотом поле зелёная Гора с истекающими из неё к верхним углам щита двумя Реками.
Щит увенчан дворянскими шлемом и короной. Нашлемник: три страусовых пера, по сторонам коих видны два чёрных распростёртых орлиных Крыла. Намёт на щите голубой, подложенный золотом. Герб рода Кацаревых внесён в Часть 3 Общего гербовника дворянских родов Всероссийской империи, стр. 111.